# Taifasuri
Taifasuri este o revistă de scandal din România.
Fondatorul revistei este omul de afaceri Silviu Prigoană, iar directorul revistei a fost actrița Stela Popescu.Acum revista,este condusă de Paul Surugiu-Fuego-.